# Grenada
Grenada (tiếng Anh: Grenada, Tiếng Việt: Grê-na-đa) là một quốc đảo thuộc vùng biển Caribê gồm một đảo chính và sáu đảo nhỏ hơn nằm gần Grenadines. Vị trí địa lý Grenada nằm ở phía Tây Bắc Trinidad & Tobago, phía Đông Bắc của Venezuela và phía Tây Nam Saint Vincent và Grenadines.
Diện tích tự nhiên của Grenada hơn 344 km², dân số gần 110.000 người. Thủ đô là St. George's.

## Lịch sử
Đảo Grenada do Cristoforo Colombo khám phá ra năm 1498, và đặt tên là Concepción. trở thành thuộc địa của Pháp (1650), được nhượng lại cho Anh (1762-1779); Pháp chiếm lại thuộc địa cũ và giao lại cho Anh từ năm 1783.
Ngay từ thế kỷ XVII, người Pháp đã nhìn thấy tiềm năng của St. George's - thủ đô Grenada - khi so sánh không thuộc địa nào của mình lại có cảng biển tự nhiên như nơi đây. Thế nhưng chế độ thuộc địa của Pháp và sau đó là thực dân Anh đã từng bước "gầy dựng" nên một lịch sử Grenada tang thương và biến động. Suốt những thế kỷ sau là những cuộc cách mạng, đấu tranh triền miên để giành lại nền độc lập của Grenada.
Grenada tuyên bố độc lập năm 1974 và là thành viên thuộc Khối Liên hiệp Anh. Từ năm 1979, nhóm quân sự cánh tả thân Cuba lên cầm quyền. Cũng chỉ mới đây, vào những năm đầu thập niên 1980, khi một phần phía tây nam Grenada còn nằm trong hành lang phong tỏa của Mỹ, quốc gia này luôn chìm ngập trong hình ảnh bị bao vây của tầng tầng lớp lớp lực lượng vũ trang cũng như các chuyến xe chở nhiên liệu xuất cảng nối đuôi nhau trong bụi khói mịt mờ.Sau đó, với sự giúp đỡ của Chính phủ Cuba và Nga, một số nhóm đảo chính đã bắt giữ Thủ tướng đương nhiệm. Chính quyền Tổng thống Ronald Reagan chấp nhận rút lui, từ bỏ sự ảnh hưởng lên Grenada khi thấy lực lượng ở đây đang dần lớn mạnh và bắt đầu được sự ủng hộ của các quốc gia khác trên thế giới. Grenada chuyển mình thức dậy và sinh sôi lớn mạnh từ đây. Hoa Kỳ rút quân năm 1985.
Đảng Quốc gia Mới (NND) dưới sự lãnh đạo của Dr. Keith C. Mitchel giành thắng lợi trong cuộc bầu cử Quốc hội năm 1995. Đảng này chiếm tất cả 15 ghế trong Quốc hội trong cuộc Tổng tuyển cử năm 1999.

## Địa lý
Grenada nằm ở quần đảo Tiểu Antilles, Trung Mỹ; gồm đảo Grenada và một phần phía Nam quần đảo Grenadines.
Grenada là một đảo núi lửa cách bờ biển Venezuela 161 km; đỉnh St. Catherine (840 m) thuộc dãy núi băng ngang qua đảo này. Các thung lũng nằm giữa các dãy núi trông rất ấn tượng và đất đai cũng rất màu mỡ với rất nhiều dòng suối nhỏ chảy siết. Trên đảo còn có nhiều dòng suối nước nóng, nhiều hồ nước trên núi và những bãi biển tuyệt vời. Khí hậu trên đảo mang tính nhiệt đới. Lượng mưa trung bình là 1.524 mm ở ven biển.

## Kinh tế

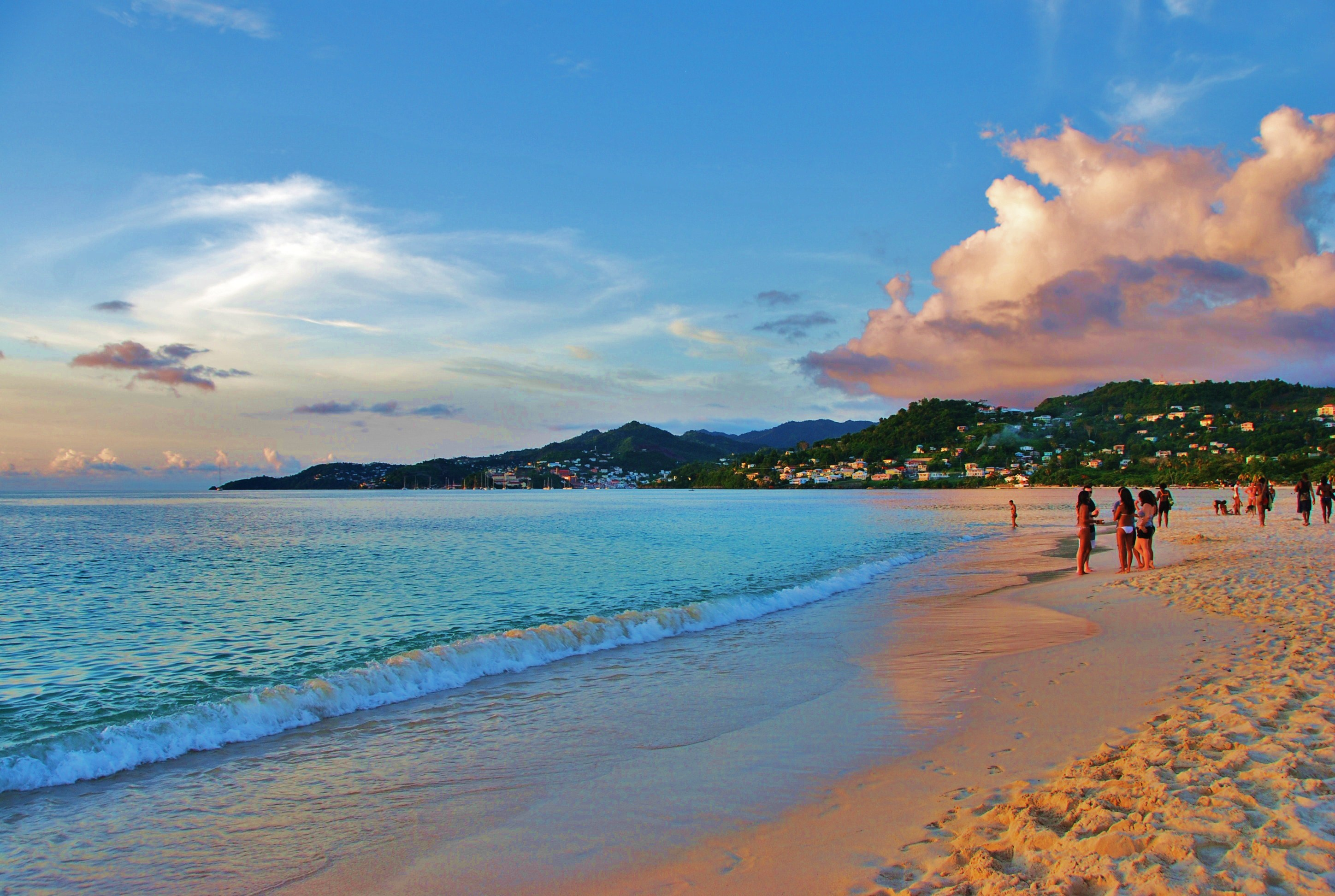
Bãi biển Anse Grand, St. George's

Kinh tế quốc gia dựa vào nông nghiệp trồng trọt (ca cao, chuối, nhục đậu khấu), đánh bắt cá và du lịch. Kinh tế đạt được những tiến bộ nhờ chính sách cải cách thuế và quản lý kinh tế vĩ mô một cách cẩn thận. Điều này đã giúp cho sự tăng trường kinh tế năm 1989-1999 đạt 5%-6%. Thương mại, xây dựng và du lịch giúp cho các hoạt động kinh tế đạt hiệu quả hơn. Grenada cùng 7 nước khác trong khu vực thuộc Tổ chức các nước vùng Đông Caribbean (OECS) tham gia vào một Ngân hàng trung ương chung và sử dụng đồng tiền chung là đô la East caribbean (XCD).
Grenada là nhà sản xuất hàng đầu về ngành gia vị. Quế, đinh hương, gừng, nhục đậu khấu, tiêu, trần bì, cà phê hoang dã được sử dụng bởi người dân địa phương, và đặc biệt là hạt nhục đậu khấu, cung cấp 20% nguồn cung của thế giới, tất cả đều là các mặt hàng xuất khẩu quan trọng. Các hạt nhục đậu khấu được in trên lá cờ của quốc gia đại diện cho các cây trồng kinh tế chủ lực của Grenada, nước này cũng là nhà sản xuất lớn thứ hai thế giới về nhục đậu khấu (sau Indonesia).
Du lịch là ngành kinh tế chủ yếu của Grenada. Bãi biển đẹp và thể thao dưới nước chủ yếu tập trung ở khu vực phía tây nam xung quanh St. George's, các vùng duyên hải; tuy nhiên, du lịch sinh thái cũng đang phát triển. Hầu hết các nhà nghỉ bình dân nhỏ nằm ở Saint David và Saint John. Ngành công nghiệp du lịch đang gia tăng đáng kể với việc xây dựng một các bến tàu cũng như được đầu tư các loại tàu du lịch lớn. Tối đa bốn tàu du lịch mỗi ngày đã ghé thăm St/ George's năm 2007-2008 trong mùa du lịch.
Hòn đảo này cũng đã đi tiên phong trong việc trồng ca cao hữu cơ được chế biến thành những thanh hoàn tất bởi Công ty Sô-cô-la Grenada.
Tính đến năm 2016, GDP của Grenada đạt 1.028 USD, đứng thứ 177 thế giới và đứng thứ 8 khu vực Caribe.

## Chính trị
Cũng giống như nhiều quốc gia nằm trong Khối Liên hiệp Anh khác, Grenada là quốc gia theo chế độ quân chủ lập hiến với Quốc vương Anh Charles III là nguyên thủ quốc gia thông qua một Toàn quyền làm đại diện. Đứng đầu Chính phủ là Thủ tướng. Toàn quyền do Quốc vương Anh bổ nhiệm; Toàn quyền bổ nhiệm Thủ tướng. Thủ tướng điều hành các thành viên trong Nội các.
Cơ quan lập pháp của Grenada là Quốc hội lưỡng viện: Thượng nghị viện gồm 13 thành viên được bổ nhiệm. Hạ nghị viện gồm 15 thành viên, được bầu theo phổ thông đầu phiếu, nhiệm kì 5 năm.
Vào ngày 19 tháng 2 năm 2013, Thủ tướng Keith Claudius Mitchell 65 tuổi, lãnh đạo Đảng Quốc gia mới (NNP) đã giành chiến thắng tuyệt đối với 15 ghế Hạ viện. Mitchell đã tuyên thệ nhậm chức vào ngày 21 tháng 2 năm 2013 và là thủ tướng thứ chín của nước này kể từ khi độc lập vào năm 1974.

## Hành chính
Grenada được chia thành các khu vực được gọi là giáo xứ. 
Một giáo xứ được định nghĩa là một đơn vị lãnh thổ hoặc khu vực, trong lịch sử nó thường là một khu vực nằm dưới sự quản lý của một nhà thờ địa phương như một đơn vị hành chính của Giáo hội và sau đó được sử dụng bởi các nhà hoạch định bản đồ để thiết lập ranh giới diện tích đất. Theo truyền thống, một khu định cư hoặc làng nằm xung quanh với trung tâm là một nhà thờ và sau đó phát triển để trở thành một thị trấn và ngay cả một thành phố.
Diện tích khác nhau và hình dạng của mỗi giáo xứ chủ yếu chịu ảnh hưởng của lịch sử và diện tích đất trước đó của hòn đảo này đã được cấp cho những người định cư đầu tiên tuyên bố lãnh thổ trong những năm thực dân của hòn đảo.
Hai thập kỷ sau khi Barbados độc lập thống đốc Pháp Martinique đã mua lại đảo Grenada từ một công ty của Pháp và năm 1650 ông cho thành lập một khu định cư gọi là Pháo đài Hoàng gia trong các giáo xứ. Trong thời gian này ranh giới các giáo xứ được đặt ra.
Hiện nay, đảo quốc này được chia thành 6 giáo xứ:
| STT. | Giáo xứ                 | Thủ phủ       | Diện tích (km²) | Dân số (census 2001) | Mật độ km−2 |
| ---- | ----------------------- | ------------- | --------------- | -------------------- | ----------- |
| 1    | Saint Andrew            | Grenville     | 99              | 24,749               | 249.98      |
| 2    | Saint David             | St. David's   | 44              | 11,486               | 261.04      |
| 3    | Saint George            | St. George's  | 65              | 37,057               | 570.10      |
| 4    | Saint John              | Gouyave       | 35              | 8,591                | 245.46      |
| 5    | Saint Mark              | Victoria      | 25              | 3,994                | 159.76      |
| 6    | Saint Patrick           | Sauteurs      | 42              | 10,674               | 254.14      |
|      | Hai quần đảo phụ thuộc. |               |                 |                      |             |
| —    | Carriacou               | Hillsborough  | 34              | 6,081                | 178.85      |
| —    | Petite Martinique       | North Village | 2.4             | 900                  | 375.00      |
|      | Grenada                 | St. George's  | 344             | 102,632              | 298.35      |

## Nhân khẩu
Phần lớn các công dân Grenada là hậu duệ của những người nô lệ châu Phi được đưa đến đây bởi người Anh và người Pháp; ngoài ra còn có người Carib và Arawak bản địa sống sót sau cuộc diệt chủng của Pháp tại Sauteurs. Một tỷ lệ nhỏ là con cháu của người lao động giao kèo từ Ấn Độ đã được đưa đến Grenada chủ yếu là từ các bang Bihar và Uttar Pradesh từ ngày 1 tháng 5]] năm 1857 đến ngày 10 tháng 1 năm 1885. Hiện nay, người Grenada gốc Ấn Độ là nhóm dân tộc lớn thứ hai (sau người Grenada gốc Phi). Ngoài ra còn có một cộng đồng nhỏ người Pháp và Anh. Phần còn lại của dân số là người lai giữa các dân tộc.
Ngôn ngữ chính thức là tiếng Anh được sử dụng trong chính phủ, nhưng tiếng Creole Grenada được coi là ngôn ngữ chung của hòn đảo. Thổ ngữ Pháp (Antillean Creole) cũng được sử dụng bởi khoảng 10% - 20% dân số. Một số tiếng Hindi vẫn được nói bởi người gốc Ấn Độ.

## Tôn giáo
Tôn giáo tại Grenada (2015)

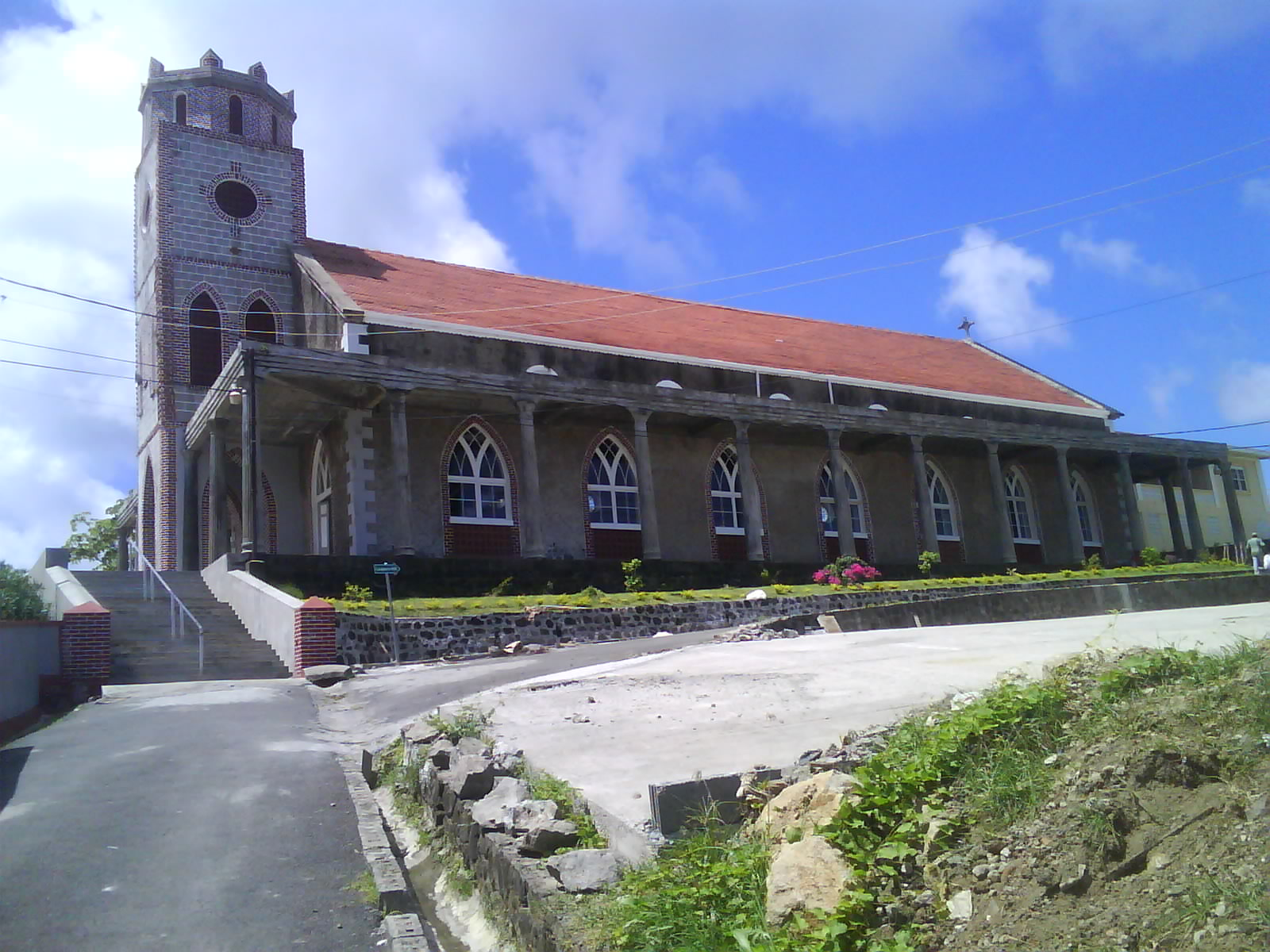
Nhà thờ Công giáo Rôma St Patrick's ở Sauteurs

Hầu hết người dân đảo quốc này theo Thiên Chúa giáo. Khoảng một nửa dân số là Công giáo La Mã, trong khi các giáo phái Tin Lành lớn nhất là Anh giáo, Presbyterian và Seventh Day Adventist chiếm phần lớn còn lại. Còn lại là các nhóm tôn giáo khác như Ấn giáo, Phật giáo, Hồi giáo và Bahá'í chiếm khoảng 0.14 % dân số.